# 그나이우스 클라우디우스 세베루스 (167년 집정관)
그나이우스 클라우디우스 세베루스(Gnaeus Claudius Severus)는 서기 2세기에 활동했던 로마 제국의 원로원 의원이자 철학자이다.

## 생애
세베루스는 원로원 의원이자 철학자인 그나이우스 클라우디우스 세베루스 아라비아누스와 신원 미상의 여성 사이에서 태어났다. 세베루스는 폰토스계 그리스인이었다. 그는 갈라티아 속주에 있는 도시 폼페이오폴리스에서 태어나고 자랐다. 그의 조부인 가이우스 클라우디우스 세베루스는 집정관을 지냈고 로마 황제 트라야누스의 집권기인 98년-117년에 아라비아 페트라이아 속주의 초대 총독을 지냈다.
아버지처럼, 세베루스는 소요학파의 일원이었다. 세베루스가 대단한 정치적 영향력을 지니지는 못 했으나, 그는 로마 내 지식인 및 정치인 무리에서 영향력 있는 인물로 여겨졌다. 아버지와 같이, 세베루스는 마르쿠스 아우렐리우스 (161년-180년) 황제의 친구였고 대단한 영향력을 미치고 있었다. 마르쿠스 아우렐리우스에게 수사학자인 코르넬리아누스를 소개시켜주고 갈레누스를 주치의로 추천해준 것이 세베루스였을 것으로 본다. 세베루스와 그의 아버지는 176년에 마르쿠스 아우렐리우스가 철학적 사유로 아테네를 방문했을 때 동행하였다.
세베루스는 167년에 보좌 집정관을, 그리고 173년에는 직권 집정관을 수행했다. 두 번째 집정관직을 수행한 해에, 세베루스는 폼페이오폴리스의 후원자 및 명예 시민이 되었다. 같은 해에, 그가 태어난 도시에 한 비문(조각상의 하단부에 현재까지 남아 있다)이 그에게 헌정되었다:
두 차례의 집정관, 폰티펙스, 황제 카이사르 마르쿠스 아우렐리우스 안토니누스 아우구스투스의 사위, 파플로고니아 속주의 대도시 폼페이오폴리스의 후원자 등이었던 그나이우스 클라우디우스 세베루스의 뛰어난 성공을 기념하여, 178년에 최고 아르콘 푸블리우스 도미티우스 아우구레이누스 클로디우스 칼베이누스의 노력을 통해 이것을 세움.

## 배우자 및 자녀
세베루스는 두 차례 혼인했다:
- 신원 미상의 귀족 여성과 혼인하여 아들 하나를 두었다:
  - 마르쿠스 클라우디우스 움미디우스 콰드라투스 안니아누스 베루스. 클라우디우스 외 그의 본명에 대해서는 알려진 것이 없고 그는 입양된 이름으로 알려져 있다. 클라우디우스는 167년의 직권 집정관인 마르쿠스 움미디우스 콰드라투스 안니아누스 베루스에게 입양되었는데, 그는 마르쿠스 아우렐리우스 외가 쪽 친척이었다. 182년에, 그는 콤모두스 황제 (180년-192년)에 대한 암살 미수 사건에 연루되어, 처형으로 이어졌다.
- 159년 이후에 그는 마르쿠스 아우렐리우스와 소 파우스티나의 차녀이자 다섯 번째 자녀인 안니아 갈레리아 아우렐리아 파우스티나와 혼인했다. 이들 사이에 아들 한 명이 있었다:
  - 티베리우스 클라우디우스 세베루스 프로쿨루스: 200년에 직권 집정관을 지냈고 외가 쪽 재종인 안니아 파우스티나와 혼인했다.

## 참고 문헌
- 앤서니 리처드 벌리 - Marcus Aurelius London: Routledge, 2000
- 앤서니 리처드 벌리 - Septimius Severus: the African emperor, second edition (1999)
- 알비노 가르체티 - From Tiberius to the Antonines: a history of the Roman Empire AD 14-192 (1974)
- 앨런 K. 보먼, 피터 간지, 도미닉 래스본 - The Cambridge ancient history: The High Empire, A.D. 70-192, vol. 11, second edition (2000)
- 윌리엄 M. 램지 -The Cities and Bishoprics of Phyrgia: Being an Essay of the Local History of Phrygia from the Earliest Times to the Turkish Conquest, Volume One, Part One (2004)
- https://www.livius.org/fa-fn/faustina/faustina_ii.html 보관됨 2013-05-18 - 웨이백 머신
- http://thecorner.wordpress.com/2006/06/21/chapter-two-septimius-and-the-cursus-honorum/
- 마르쿠스 아우렐리우스 - '명상록'

| 공직                                                                           | 공직                                                        | 공직                                                                         |
| ------------------------------------------------------------------------------ | ----------------------------------------------------------- | ---------------------------------------------------------------------------- |
| 이전 세르비우스 칼푸르니우스 스키피오 오르피투스, 섹스투스 퀸틸리우스 막시무스 | 로마 제국의 집정관 173년 with 클라우디우스 폼페이아누스 2선 | 이후 루키우스 아우렐리우스 갈루스, 퀸투스 볼루시우스 플라쿠스 코르넬리아누스 |